# Hendersonula
Hendersonula är ett släkte av svampar. Hendersonula ingår i ordningen Botryosphaeriales, klassen Dothideomycetes, divisionen sporsäcksvampar och riket svampar.
|              | Botryosphaeriaceae                       |
|              |                                          |
|              | Camarosporium                            |
|              |                                          |
| Hendersonula | \| \| Hendersonula australis \| \| \| \| |
|              | \| \| Hendersonula australis \| \| \| \| |
|              | Hendersonula australis                   |
|              |                                          |

|  | Hendersonula australis |
|  |                        |